# Bengt Erik Grahn
Bengt Erik Grahn (ur. 30 kwietnia 1941, zm. 21 listopada 2019) – szwedzki narciarz alpejski. Nie brał udziału w żadnych mistrzostwach świata. Jego najlepszym rezultatem na igrzyskach olimpijskich było 31. miejsce na igrzyskach w Innsbrucku w 1964 r. Najlepsze wyniki w Pucharze Świata osiągnął w sezonie 1966/1967, kiedy to zajął 20. miejsce w klasyfikacji generalnej.

## Sukcesy

### Puchar Świata

#### Miejsca w klasyfikacji generalnej
- 1966/1967 – 20.
- 1968/1969 – 53.
- 1969/1970 – 64.

#### Miejsca na podium
1. Kitzbühel – 22 stycznia 1967 (slalom) – 2. miejsce